# Le Mire
De familie Le Mire is een Frans-Belgische adellijke familie, die haar herkomst terugvoert op Robert van Quiévy, bijgenaamd "Le Mire", een zoon van Walter van Quiévy, wiens naam en bijnaam voor het eerst wordt vermeld als een van de ridders die deelnam aan het toernooi van Anchin in 1096.

## Geschiedenis
De familie zou enige tijd als ridders over heerlijkheden heersen en zich vervolgens in Cambrai (Kamerijk) vestigen, waar zij als schepenen zullen optreden. Door oorlog zal Humbert Le Mire, zoon van schepen Marc Le Mire zijn bezittingen in Cambrai kwijtraken en zich als lakenhandelaar vestigen in Brussel. De zaken gaan goed en hij kan de heerlijkheid Meerbeek nabij Leuven kopen én wordt in 1547 burger van Brussel.
Van zijn dertien kinderen zijn er drie die naam weten te maken, met name: Willem Le Mire, tevens vader van de bekende humanist Aubertus Miraeus (Aubert Le Mire), Barthélémy Le Mire en Johannes Miraeus (Jean Le Mire), bisschop van Antwerpen. Willem en Barthélémy zouden verscheidene ambten in het stadsbestuur bekleden.
Henri Le Mire, zoon van Barthélémy, huwt eerst met Anne-Marie de Moor (bij wie hij twee zonen zal verwekken) en na haar dood huwt hij Barbara van Caverson, wiens bruidsschat van 9000 fl. geen onbelangrijke som was. Henri zal samen met zijn twee zonen en hun neef Bartholomé (een zoon van Henri's broer Jean Le Mire bij Marguerite van Hoorne) bij het Spaanse hof lobbyen om terug in de adel te worden verheven, wat uiteindelijk ook op 22 november 1670 wordt gedaan. Om dit te bekomen is Henri zelfs bereid om het medianaat (een som geld ten bedrage van de helft van het jaarlijks bedrag van het ambt dat men ambieerde) van 100.000 fl. te betalen.
Toen de familie in de adelstand was hersteld, trachtten haar leden tot de Zeven geslachten van Brussel toe te treden. En met succes: Zijn kleinzonen Hendrik Hyacinth Le Mire en Dominiek Balthazar, werden respectievelijk in 1683 en 1689 tot het geslacht Sweerts toegelaten, terwijl de kleinzonen van zijn broer Jean, namelijk Willem François en Filip Willem, respectievelijk in 1725 en 1739 tot het geslacht Roodebeke werden toegelaten.

## Referentie
- A. Vandenbulcke, La Famille Le Mire et la recette du droit de médianate (1653-1700). Un exemple de fonctionnement du crédit public au XVIIe siècle, in Revue belge de philologie et d'histoire 72 (1994), pp. 285-310.